# Хэншань (Юйлинь)
Хэнша́нь (кит. упр. 横山, пиньинь Héngshān) — район городского подчинения городского округа Юйлинь провинции Шэньси (КНР). Район назван по горам Хэншань.

## История
При империи Западная Хань эти земли входили в состав уездов Шэянь (奢延县), Фуши (肤施县) и Байту (白土县). Во времена диктатуры Ван Мана уезд Шэянь был переименован в Фанъинь (方阴县). При империи Восточная Хань они прекратили своё существование, так как эти земли надолго перешли под власть кочевых народов.
Во времена империи Восточная Цзинь гунны создали здесь государство Великое Ся. В 427 году войска Северной Вэй захватили эту территорию, а эти земли в 446 году вошли в состав уезда Яньлу (岩绿县). Затем Северную Вэй сменила Западная Вэй, а при Северной Чжоу юго-восточная часть современного уезда вошла в состав уезда Жулинь (儒林县).
Когда в конце империи Суй в стране начались беспорядки, Лян Шиду создал в этих местах в 617 году государство Лян (梁国) и признал себя вассалом тюркского Шибир-хана. В 628 году в Восточно-тюркском каганате началась внутренняя смута, и он не смог прийти на помощь Лян Шиду. Осаждённый Лян Шиду был убит своим двоюродным братом Лян Ложэнем, который после этого сдался Ли Шиминю, после чего эти места вошли в состав империи Тан. При империи Тан эти земли входили в состав уездов Шофан (朔方县), Дэцзин (德静县) и Жулинь.
В конце империи Тан тангутский вождь Тоба Сыми за помощь в подавлении восстания Хуан Чао получил в 886 году звание цзедуши Диннаньского военного округа (定难军), образованного в этих местах. Он сумел остаться в стороне от бурных событий эпохи Пяти династий и 10 царств, и после объединения страны империей Сун очередной наследный цзедуши Ли Цзипэн в 982 году признал главенство новой империи, но его младший брат Ли Цзицянь захватил контроль над областью Иньчжоу, и то признавал власть Сун, то восставал против неё. В 1038 году внук Ли Цзицяня Ли Юаньхао провозгласил себя императором государства Си Ся. Земли к северу от гор Хэншань вошли в состав Си Ся, а южнее их империя Сун создала Суйдэский военный округ (绥德军). Впоследствии граница смещалась под влиянием войн между Сун и Си Ся, пока в результате монгольского завоевания все эти земли не вошли в состав империи Юань. После свержения монголов эти земли вошли в состав империи Мин, где частично оказались в составе уезда Мичжи, а частично — под юрисдикцией Юйлиньского гарнизона.
При империи Цин в 1731 году на землях вокруг Хуайюаньского укрепления был создан уезд Хуайюань (怀远县). После Синьхайской революции в Китае была проведена реформа административного деления, и было обнаружено, что в провинции Аньхой существует уезд с точно таким же названием, поэтому в 1914 году уезд Хуайюань был переименован в Хэншань.
В конце 1930-х годов эти земли частично перешли под контроль коммунистов. После образования КНР в 1950 году был создан Специальный район Юйлинь (榆林专区), и уезд вошёл в его состав. В 1958 году уезд был расформирован, а его территория разделена между уездами Юйлинь, Цзинбянь и Мичжи. В 1961 году уезд был воссоздан в прежних границах. В 1968 году Специальный район Юйлинь был переименован в Округ Юйлинь (榆林地区).
В 1999 году постановлением Госсовета КНР были расформированы округ Юйлинь и городской уезд Юйлинь, и был образован городской округ Юйлинь.
3 декабря 2015 года решением Госсовета КНР уезд Хэншань был преобразован в район городского подчинения.

## Административное деление
Район делится на 1 уличный комитет и 13 посёлков.